# RIOT ON THE RADIO
RIOT ON THE RADIO（ライオットオンザレディオ）は、bayfmで放送されていたラジオ番組。

## 概要
- ほぼ生放送である
- 色んな世代からの悩みや質問に答えている
- 下ネタが多い

## パーソナリティー
ELLEGARDEN
- Takeshi Hosomi(Vo.&Gt.)
- Hirotaka Takahashi (Dr.)
- Sinichi Ubukata(Gt.)
- Yuichi Takada(Ba.)

## 放送時間
毎週水曜日24:30～24:51
- ストリーミング放送はbayfmで木曜日12:00に更新される。